# Malatya
Malatya (armenisch Մալաթիա Malatia, reichsaramäisch ܡܠܝܛܝܢܐ Malīṭīná, osmanisch ملاطیه DMG Malāṭiya, kurdisch Meletî) ist die Hauptstadt der gleichnamigen türkischen Provinz Malatya in Ostanatolien. Seit einer Gebietsreform 2014 ist Malatya eine Büyükşehir belediyesi (Großstadtgemeinde), die flächen- und einwohnermäßig mit der Provinz identisch ist.

## Der Name Malatya
Der Name Malatya beruht auf dem hethitischen Melid für Honig, was wohl für die wirtschaftliche Bedeutung der Stadt stand. In assyrischen Quellen heißt die Stadt Meliddu, Melide, Melid, Milid oder Milidia. Die Urartäer nannten sie Melitea. Bei Strabon hieß die Stadt Melitene. Die Araber nannten sie Malatiyya, wovon die Türken die heutige Form Malatya ableiteten. Bei den Lateinern war der Name Melatia gebräuchlich. Die Zazas nennen die Stadt Meletiye und die Kurden nennen sie Meleti.

## Geschichte

### Standorte
- Auf dem Hügel Arslantepe 5 km nordöstlich des heutigen Zentrums bestand bereits seit den ersten Anfängen der menschlichen Sesshaftwerdung (Kupfersteinzeit) im 5. Jahrtausend v. Chr. eine Siedlung, die später als Melid Hauptstadt eines hethitischen Königreichs wurde und im 7. Jh. v. Chr. zerstört wurde.
- 4 Kilometer nördlich davon (9 km nordöstlich des modernen Stadtzentrums) wurde die Stadt bald danach neu gegründet und spielte während der Antike und des Mittelalters als Melitene eine wichtige Rolle. Diese Stadt existiert bis heute unter dem Namen Alt-Malatya (Eskimalatya), offiziell Battalgazi.
- Das moderne Malatya am heutigen Standort entstand ab 1838 und wuchs zu einer Industrie- und Handelsstadt heran.

### Das erste Malatya: Hethiter und Assyrer
Malatya bestand als Melid (heute Arslantepe) bereits in hethitischer Zeit. Nach dem Fall des Großreichs wurde es von den Nachkommen Kuzi-Teššubs von Karkemiš, eines Enkels von Šuppiluliuma II., dem letzten Herrscher des hethitischen Großreichs regiert.
Das Territorium umfasste die Ebene von Malatya am westlichen Euphratufer bis nach Elbistan. Es grenzte im Osten an Išuwa. Assyrische Feldzüge sind unter Salmanasser III. (844, 836, 835) belegt. Um 800 wurde das Assyrerreich von Urartu bedrängt. Unter Tukulti-apil-Ešarra III. wurde die Stadt tributpflichtig, bis Sargon II. die Stadt an den König von Kummuḫ übergab. Nach 708 wurde eine direkte assyrische Herrschaft eingerichtet, die aber nur bis 705 Bestand hatte. Unter Sanherib und Assurhaddon sind Feldzüge gegen Melid überliefert. Schließlich wurde das alte Melid von den Assyrern niedergebrannt. Die Überreste sind heute als Arslantepe bekannt. Später wurde die Stadt an anderer Stelle wieder errichtet.

### Das zweite Malatya: Antike und Mittelalter
Später kam die Stadt unter persische, seleukidische und römische Herrschaft. In römischer Zeit war sie der Sitz der Legio XII Fulminata. 358 fand hier die Synode von Melitene statt, auf der Eustathius von Sebaste abgesetzt wurde. 575 war sie Schauplatz der Schlacht bei Melitene, in der der byzantinische Feldherr Justinian den persischen Großkönig Chosrau I. besiegte. Die kurzfristige Herrschaft von Melias dem Großen zur Zeit von Johannes Tzimiskes endete mit der Schlacht von Amida und der Hinrichtung von Melias 973. 1069 fiel Melitene erstmals an die Seldschuken. Nach der Schlacht von Manzikert 1071 gelangte Melitene in den Machtbereich des byzantinischen Generals Philaretos Brachamios; nach dessen Tod um 1090 wurde die Stadt von einem armenischen Herrscher namens Gabriel regiert, der Beziehungen zu den entstehenden Kreuzfahrerstaaten aufnahm. 1103 wurde Melitene von den Danischmenden erobert und Gabriel getötet.
Nach dem Tod des Danischmenden-Herrschers Gümüştekin Danischmend Ghazi fiel die Stadt an dessen jüngeren Sohn Sangur, der sich jedoch nicht gegen den Seldschukenfürsten Kılıç Arslan I. halten konnte, der Melitene im Herbst 1106 eroberte. Infolge des Todes von Kılıç Arslan 1107 und der Gefangenschaft seines ältesten Sohnes Malik Schahs I. geriet die Stadt an den jüngeren Sohn Toghrul Arslan, dessen Mutter und deren neuen Mann, den Ortoqiden Balak ibn Bahram. 1124 starb Balak in der Schlacht und Melitene wurde von Emir Ghazi für die Danischmenden zurückerobert, zur Freude der einheimischen Christen, da Emir Ghazi als milder und gerechter Herrscher galt.
Als 1243 die Mongolen einfielen, versuchten viele Einwohner, nach Syrien zu fliehen, wurden aber von den Mongolen gefangen genommen. Dem syrischen Metropoliten Dionysios gelang es, einen Frieden mit den Mongolen auszuhandeln, die Stadt wurde übergeben, ohne geplündert zu werden. 1273 litt die Stadt sehr unter arabischen Angriffen, zahlreiche Einwohner umliegender Ortschaften wurden als Sklaven verkauft. 1516 fiel Malatya an die Osmanen. Im 19. Jahrhundert zog die Stadt quasi ein paar Kilometer weiter.

### Das dritte Malatya: Moderne Geschichte

#### Neugründung
Der heutige Standort der Stadt wurde 1838 als Militärlager der osmanischen Armee gegründet und wuchs schnell zu einer großen Stadt an. Ende des 19. Jahrhunderts hatte das dritte Malatya 50 Moscheen und 10 Kirchen. 1893 kamen bei einem starken Erdbeben 1300 Menschen ums Leben.

#### Verfolgung der armenischen Bevölkerung
Während der Hamidischen Massaker von 1895 bis 1896 wurden allein in Malatya 7500 armenische Zivilisten von fanatischen Muslimen und türkisch-kurdischen Einheiten getötet. Im Anschluss darauf fand ein nach Malatya gesandtes und von Julian B. Hubbell geleitetes Rettungsteam des Roten Kreuzes heraus, dass 1500 armenische Häuser ausgeplündert und 375 komplett niedergebrannt wurden.
Gemäß der Catholic Encyclopedia von 1913 war die Stadt Malatya zu dem Zeitpunkt von 30.000 Personen bevölkert, mit einer klaren türkischen Mehrheit und einer armenischen Bevölkerung von 3000, von denen 800 Katholiken waren. Eine neuere Quelle allerdings konstatiert, dass Malatyas Bevölkerung etwa 40.000 betrug, von denen die Hälfte (20.000) Armenier waren.
Von den fünf Kirchen in der Stadt gehörten drei zu den Armeniern. Sie waren federführend im Handel, der Seidenraupenzucht, Seidenhandel und Landwirtschaft tätig. Im Frühjahr 1915 wurden die Armenier der Stadt von osmanischen Autoritäten verhaftet und in die Syrische Wüste geschickt – Todesmärsche, die zum Völkermord an den Armeniern kulminierten. Die Überlebenden siedelten sich in verschiedenen Ländern an.
Die überlebenden, nach Armenien geflohenen Armenier gründeten in Jerewan das Stadtviertel Malatia-Sebastia.

#### Morde im Zirve-Verlag
Im April 2007 wurden in Malatya drei Christen ermordet.

#### Jüngste Geschichte
1975 wurde die İnönü-Universität eröffnet, die heute 19.000 Studenten zählt.
2012 wurde Malatya ebenso wie zwölf weitere türkische Provinzen auf Grund ihrer Einwohnerzahl zu Großstadtgemeinden (Metropolprovinzen, Büyükşehir belediyesi) deklariert. Zunächst galt dies nur für den „Kern“ und die Kreise um die Provinzhauptstadt (Merkez). Etwas später wurden im Zuge einer Verwaltungsreform (für alle 30 vorhandenen Büyükşehir) ab 2013 dann alle Dörfer und die Gemeinden (außer der jeweiligen Kreishauptstadt – deren Mahalle blieben unverändert bestehen) zu Mahalle (Stadtviertel/Ortsteile) heruntergestuft, die nun als Teil der Belediye oder Stadtbezirke fungieren.
Im Zuge des syrischen Bürgerkriegs ließ die türkische Regierung im Februar und März 2020 nach dem Bruch des EU-Türkei-Abkommens die Grenzen für Flüchtlinge nach Griechenland öffnen. Daraufhin schloss Griechenland seine Landgrenzen zur Türkei, sodass die gestrandeten Flüchtlinge nahe der Grenze, noch auf türkischem Territorium ein Zeltlager errichteten. Nachdem im März 2020 die COVID-19-Pandemie ausbrach, wurde nahe Malatya ein aus Containern bestehendes Flüchtlingslager errichtet, in dem vor allem jene Flüchtlinge untergebracht wurden, die zuvor an der türkisch-griechischen Grenze in Zelten ausharrten.
Am 10. August 2023 ereignete sich ein Erdbeben mit Magnitude MW = 5,3 und Epizentrum 13 km SO von Malatya. Am 19. September 2023 wurden 9 dadurch unbewohnbar gewordene Hochhäuser gesprengt.

## Verwaltung
Mit dem Gesetz Nr. 6360, erlassen im Dezember 2012, wurde der zentrale Landkreis mit der Provinzhauptstadt Malatya in zwei Kreise bzw. Belediye aufgeteilt, so dass die Stadt de facto
nicht mehr existierte: Battalgazi im Osten und Yeşilyurt im Westen.
- Battalgazi erhielt 28 der 44 Dörfer, so dass deren Zahl im Kreis auf 40 stieg.
- Yezilyurt erhielt 16 Dörfer, so dass der Kreis jetzt 36 Dörfer umfasste.
- Battalgazi erhielt 5 der 8 Belediye, so dass der Kreis nun sieben Belediye und die Kreisstadt umfasste.
- Yeşilyurt erhielt 3 Belediye, so dass der Kreis jetzt aus sechs Belediye neben der Kreisstadt bestand.

Die 83 Mahalle der Belediye wurden gleichfalls aufgeteilt (47/36).

## Demografie
Der Bevölkerungsanteil der zwei neu geschaffenen Belediye/İlçe an der Büyükşehir belediyesi:
|                    | 2020    | 2019    | 2018    | 2017    | 2016    | 2015    | 2014    | 2013    |
| ------------------ | ------- | ------- | ------- | ------- | ------- | ------- | ------- | ------- |
| Battalgazi         | 303.226 | 304.787 | 295.821 | 307.067 | 304.397 | 301.483 | 299.863 | 297.806 |
| Yeşilyurt          | 331.911 | 319.618 | 304.839 | 311.764 | 304.369 | 294.452 | 283.716 | 267.365 |
| Summe              | 635.137 | 624.405 | 600.660 | 618.831 | 608.766 | 595.935 | 583.579 | 565.171 |
| Anteil in %        | 78,79   | 78,03   | 75,36   | 78,66   | 77,92   | 77,10   | 75,83   | 74,12   |
| Büyükşehir Malatya | 806.156 | 800.165 | 797.036 | 786.676 | 781.305 | 772.904 | 769.544 | 762.538 |

## Sehenswürdigkeiten
- Etwa sechs Kilometer nördlich der Stadt der Siedlungshügel Arslantepe, der von der frühen Bronzezeit bis in die neo-hethitische Zeit besiedelt war.
- Seldschukische Madrasa, erbaut durch den armenischen Architekten Tagavour Sohn des Stepan[10]
- Das Archäologische Museum Malatya an der Fuzuli Caddesi im Stadtzentrum

## Klimatabelle
|                        | Jan  | Feb  | Mär  | Apr  | Mai  | Jun  | Jul  | Aug  | Sep  | Okt  | Nov  | Dez  |   |       |
| Mittl. Temperatur (°C) | 0,5  | 1,9  | 7,0  | 13,1 | 18,1 | 23,5 | 27,6 | 27,3 | 22,5 | 15,5 | 7,4  | 2,3  | ⌀ | 14    |
| Mittl. Tagesmax. (°C)  | 4,0  | 6,2  | 12,2 | 18,8 | 24,2 | 30,0 | 34,4 | 34,2 | 29,6 | 21,7 | 12,3 | 5,7  | ⌀ | 19,5  |
| Mittl. Tagesmin. (°C)  | −2,5 | −1,8 | 2,4  | 7,6  | 11,8 | 16,4 | 20,2 | 20,2 | 15,7 | 10,1 | 3,6  | −0,5 | ⌀ | 8,7   |
|                        |      |      |      |      |      |      |      |      |      |      |      |      |   |       |
| Niederschlag (mm)      | 34,9 | 37,9 | 46,9 | 51,1 | 45,2 | 18,3 | 2,6  | 1,3  | 6,8  | 40,1 | 41,2 | 38,2 | Σ | 364,5 |
|                        |      |      |      |      |      |      |      |      |      |      |      |      |   |       |
| Sonnenstunden (h/d)    | 3,6  | 4,5  | 5,8  | 7,3  | 9,4  | 11,5 | 12,3 | 11,7 | 10,0 | 7,3  | 5,1  | 3,2  | ⌀ | 7,7   |
|                        |      |      |      |      |      |      |      |      |      |      |      |      |   |       |
| Regentage (d)          | 9,8  | 11,0 | 11,3 | 11,2 | 10,3 | 5,0  | 1,1  | 1,0  | 2,1  | 7,2  | 9,0  | 10,2 | Σ | 89,2  |

| −2,5 |

| −1,8 |

| 2,4 |

| 7,6 |

| 11,8 |

| 16,4 |

| 20,2 |

| 20,2 |

| 15,7 |

| 10,1 |

| 3,6 |

| −0,5 |

| −2,5 |

| −1,8 |

| 2,4 |

| 7,6 |

| 11,8 |

| 16,4 |

| 20,2 |

| 20,2 |

| 15,7 |

| 10,1 |

| 3,6 |

| −0,5 |

## Wirtschaft
Hauptsächlich Landwirtschaft, darunter Aprikosenanbau (ca. 90 % der weltweiten Produktion getrockneter Aprikosen), Nahrungsmittel- und Bekleidungsindustrie.

## Verkehr
Rückgrat des öffentlichen Personennahverkehrs in Malatya ist der im März 2015 eröffnete Oberleitungsbus Malatya, lokal als Trambüs bezeichnet. Darüber hinaus verkehren Stadtbusse, die gleichfalls vom lokalen Verkehrsunternehmen Motaş betrieben werden.

## Bildung
Die İnönü-Universität besteht seit 1975.

## Sport
Bekanntester Sportverein ist der Fußballklub Malatyaspor.

## Söhne und Töchter der Stadt
- Euthymius von Melitene (377–473), christlicher Asket und Heiliger
- Dionysius bar Salibi († 1171), syrisch-orthodoxer Theologe und Bischof
- Gregorius Bar-Hebraeus (1226–1286), Universalgelehrter und Maphrian des Ostens der syrisch-orthodoxen Kirche
- Ermeni Sülejman Pascha (1607–1687), osmanischer Großwesir armenischer Herkunft
- Şevket Müftügil (1917–2015), Jurist
- Ertuğrul Oğuz Fırat (1923–2014), Komponist, Maler und Dichter
- Asim Orhan Barut (1926–1994), US-amerikanischer theoretischer Physiker türkischer Herkunft
- Turgut Özal (1927–1993), Politiker, Ministerpräsident und 8. Präsident der Republik Türkei
- Memet Kilic (* 1967), deutsch-türkischer Rechtsanwalt und Politiker (Bündnis 90/Die Grünen, MdB a. D.)
- Recai Kutan (1930–2024), Politiker
- Metin Gür (* 1939), deutsch-türkischer Journalist, Publizist und Sachbuchautor
- Yeter Göksu (* 1943), Physikerin
- Mehmet Güler (* 1944), Maler, Grafiker und Buchillustrator
- Kemal Sunal (1944–2000), Schauspieler
- Yüksel Özkasap (* 1945), Sängerin
- Emine Sevgi Özdamar (* 1946), deutschtürkische Schriftstellerin, Schauspielerin und Theaterregisseurin
- Çetin Alp (1947–2004), Sänger und Teilnehmer beim Eurovision Song Contest 1983 in München
- Tamer Serbay (* 1947), bildender Künstler
- Cengiz Işık (* 1949), Archäologe
- Hrant Dink (1954–2007), armenischer Journalist, Herausgeber der Zeitung Agos und Opfer eines rechtsextremen Attentats
- Murat Karaaslan (* 1955), deutsch-türkischer Schriftsteller
- Ahmet Kaya (1957–2000), Volkssänger
- Nursel Köse (* 1961), deutsch-türkische Schauspielerin, Autorin und Kabarettistin
- Nevzat Çevik (* 1962), Archäologe
- Suzan Gülfirat (* 1963), deutsch-türkische Journalistin und Publizistin
- Gülseren Demirel (* 1964), deutsche Politikerin (Bündnis 90/Die Grünen)
- Canan Bayram (* 1966), deutsch-türkische Rechtsanwältin und Politikerin (Bündnis 90/Die Grünen)
- Mustafa Ceviz (* 1966), Fußballspieler und -trainer
- Gülsel Özkan (* 1966), Filmregisseurin und Drehbuchautorin
- Bülent Korkmaz (* 1968), Fußballspieler und -trainer
- Ali Canbay (* 1969), Gastroenterologe
- Funda Gür (* 1970), deutsche politische Beamtin türkischer Herkunft
- Bilkay Kadem (* 1970), deutsche SPD-Politikerin türkischer Herkunft
- Ayşe Polat (* 1970), Regisseurin
- Fatma Güldemet Sarı (* 1970), Politikerin
- Döndü Kılıç (* 1976), türkisch-deutsche Regisseurin
- Rabia Kazan (* 1976), türkische Journalistin
- Özlem Demirel (* 1984), türkisch-deutsche Politikerin (Die Linke) kurdischer Herkunft
- Taylan Eliaçık (* 1984), Fußballspieler
- Osman Fırat (* 1984), Fußballspieler
- Erkan Sekman (* 1984), Fußballspieler
- Mehmet Topal (* 1986), Fußballspieler
- Mehmet Güven (* 1987), Fußballspieler
- Emrah Tuncel (* 1987), Fußballspieler
- Kağan Timurçin Konuk (* 1990), Fußballspieler
- Ahmet Topal (* 1993), Fußballspieler
- Hatice Akbaş (* 2001), Boxerin